# 德勒地区布瓦西
德勒地区布瓦西（法語：Boissy-en-Drouais）是法国厄尔-卢瓦尔省的一个市镇，属于德勒区。该市镇总面积6.03平方公里，2009年时的人口为241人。

## 人口
德勒地区布瓦西人口变化图示